# Harvard Theological Review
Das Harvard Theological Review (HTR) ist eine seit 1908 vierteljährlich von der Fakultät für Religionswissenschaften der Harvard University herausgegebene Fachzeitschrift für Religionswissenschaften. Sie zählt zu den bekanntesten und einflussreichsten Fachzeitschriften für Religionswissenschaften weltweit, die sich nicht nur mit einer speziellen Theologie befassen.
Das HTR ist religions- und konfessionsübergreifend. Es befasst sich sowohl mit theologischer Lehre als auch mit der Geschichte von Religionen und Kulturanthropologie. Alle publizierten Artikel sind peer-reviewed. Herausgeber ist seit 2020 der Professor für Religionsgeschichte Giovanni Bazzana.